# Ejército de Salvación Nacional Antijaponés del Nordeste
Ma Zhanshan, un general musulmán en el ejército chino que se rindió en enero de 1932 y se unió al régimen de Manchukuo, se rebeló nuevamente a finales de abril, formando su propio ejército de voluntarios en la provincia de Heilongjiang a principios de mayo, y luego estableció otros 11 grupos de voluntarios en Buxi, Gannan, Keshan, Kedong y otros lugares, y así establecieron el Ejército de Salvación Nacional Antijaponés del Nordeste, con Ma designado como Comandante en jefe, y con los otros ejércitos de voluntarios como subordinados.